# Marcel Hopp

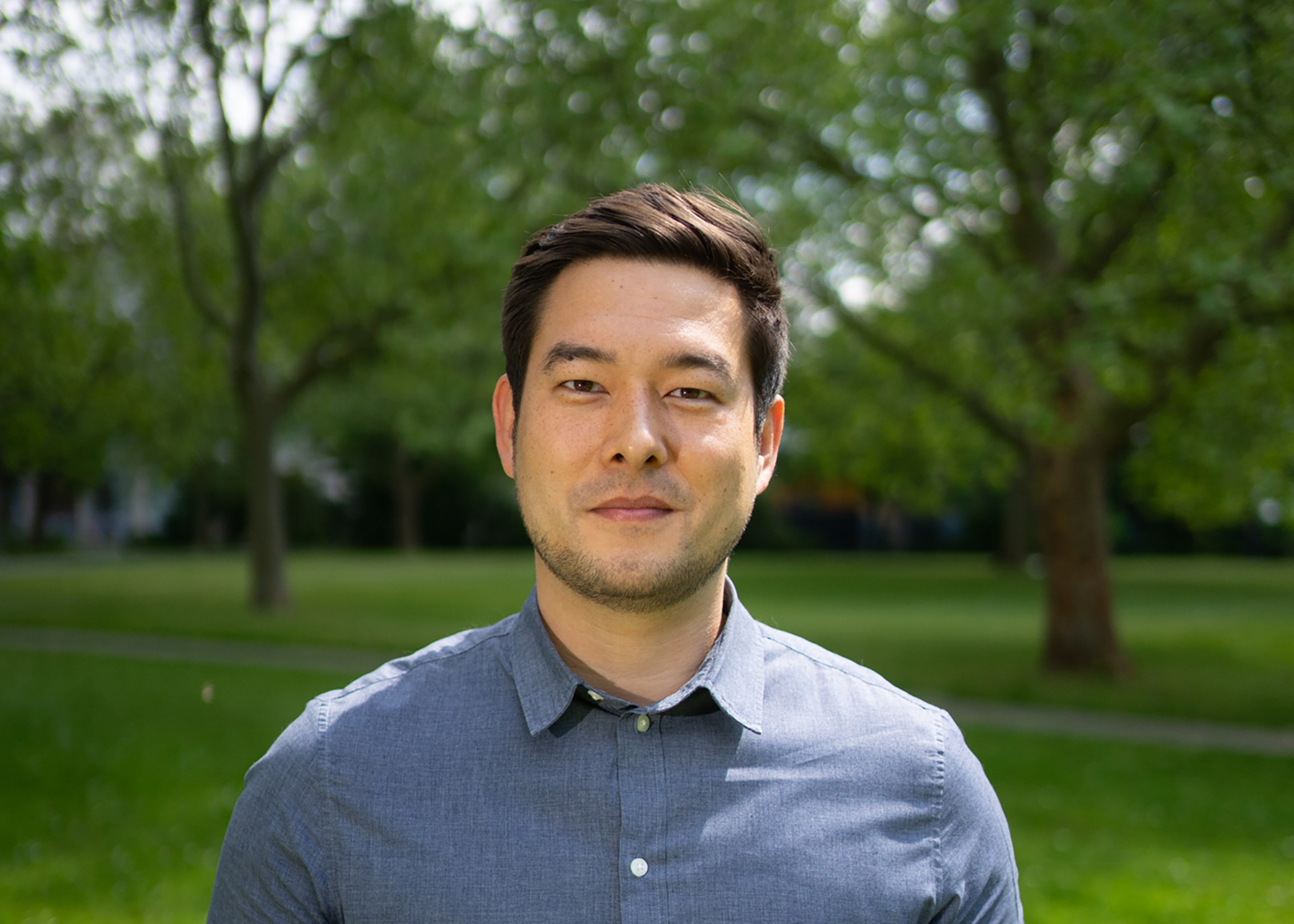
Marcel Hopp (2021)

Marcel Saemin Hopp (geboren im Februar 1988 in West-Berlin) ist ein deutscher Lehrer und Politiker (SPD). Seit 2021 ist er Mitglied des Abgeordnetenhauses von Berlin.

## Leben

### Ausbildung und Beruf
Marcel Hopp wurde 1988 als Sohn einer als Gastarbeiterin nach Deutschland gekommenen Krankenschwester aus Südkorea und einem aus der Eifel stammenden gelernten Schlosser und Ingenieur in Berlin-Neukölln geboren. Er wuchs in Berlin-Buckow (Buckow-Nord) auf und besuchte eine Grundschule in der Gropiusstadt. Sein Abitur absolvierte er am Leonardo-da-Vinci-Gymnasium. Anschließend studierte er Deutsch, Geschichte und Erziehungswissenschaften an der Humboldt-Universität Berlin.
Ab 2015 bis Oktober 2021 unterrichtete Hopp als Lehrer die Fächer Deutsch, Geschichte, Politik und Ethik an der Clay-Schule (Oberschule) in Berlin-Rudow.

### Politik
2011 trat Hopp der SPD bei und engagierte sich ehrenamtlich für den Bezirksverband Neukölln. Er war Vorsitzender der Jusos Neukölln und ist seit 2018 Vorsitzender der SPD Gropiusstadt sowie stellvertretender Vorsitzender der SPD Neukölln. Seit 2020 ist er kooptiertes Mitglied im Landesvorstand der SPD Berlin.
Als Bürgerdeputierter war Hopp von 2016 bis 2021 Mitglied des Ausschusses für Bildung, Schule und Kultur der Bezirksverordnetenversammlung Neukölln.
2021 nominierte ihn der Landesverband der SPD als Direktkandidat für die Abgeordnetenhauswahl 2021 im Wahlkreis Neukölln 4 sowie für Platz 4 der Bezirksliste Neukölln. Bei der Wahl gewann Hopp das Direktmandat des Wahlkreises mit 36,1 Prozent der Erststimmen.
Durch die Anfang 2023 notwendige Wiederholungswahl erhielt er zunächst kein politisches Mandat für die 19. Legislaturperiode bis 2026. Auf der Neuköllner SPD-Liste stand Hopp einen Platz hinter Fabian Fischer, der zugunsten von Hopp auf sein Mandat verzichtete. Hopp gehört dem Abgeordnetenhaus damit weiterhin an.